# St. Ulrich am Pillersee

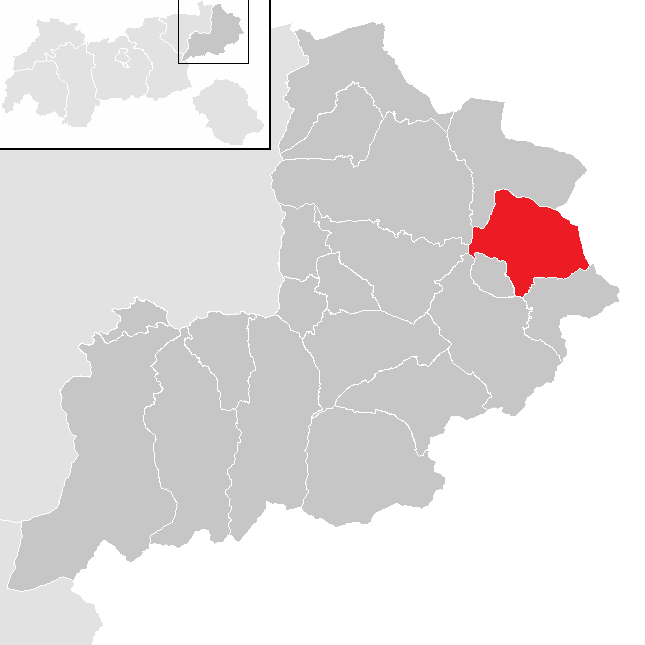
Poloha obce na mapě okresu

St. Ulrich am Pillersee je rakouská obec ve spolkové zemi Tyrolsko, v okrese Kitzbühel. Leží u jezera Pillersee. Žije zde přibližně 1 800 obyvatel.

## Poloha
St. Ulrich am Pillersee leží v nadmořské výšce 847 m v údolí Pillerseetal u jezera Pillersee v západním stínu pohoří Loferer Steinberge v severovýchodní části Tyrolska na hranicích se Salcburskem a Bavorskem.
Rozdělení obce
Obec má rozlohu 52,01 km², z toho 13,4 % je osídleno. Na zemědělskou půdu připadá 11,9 % (620,36 ha), na alpské louky 4,8 %, využívají se především pro chov dobytka. Na 60,6 % rozlohy obce, což odpovídá 3149 ha, se rozkládají lesy, které jsou využívány především pro lesní hospodářství. Zastavěno je 0,4 % (18,26 ha). Nejvyšší bod obce je na vrcholu Großes Hinterhorn (Mitterhorn, 2506 m n. m.).

### Sousední obce
| Kirchdorf in Tirol   | Waidring   | Lofer                |
| St. Johann in Tirol  |            | St. Martin bei Lofer |
| St. Martin bei Lofer | Hochfilzen |                      |

## Historie
První osídlení, které lze archeologicky doložit řadovými hroby, proběhlo pravděpodobně v 10. století bavorskými kmeny. Hofmark Pillersee osídlili ve 12. století benediktinští mniši z kláštera Rott am Inn. Svatý Ulrich byl původní farností celého údolí. První písemná zmínka o této oblasti pochází z roku 1151 ("totum Bileresse cum ecclesia eiusdem loci, decimis et appenditiis suis") z listiny potvrzující držbu papežem Evženem III. pro klášter Rott. Název obce je odvozen od svatého Ulricha z Augsburgu, po němž byla farnost pojmenována. V roce 1377 je písemně zmiňován Wirtshaus an der Straß, který byl v té době jediným hostincem v Pillerseetalu. V roce 1401 je v listině zmíněn pozdně gotický poutní kostel. V roce 1506 se panství Pillersee v důsledku zemské reformy stalo součástí kitzbühelského okresního soudu a připadlo tak k Tyrolsku, ačkoli vlastníkem panství zůstal klášter Rott. V roce 1803 byl klášter Rott zrušen a Svatý Ulrich připadl tyrolskému panovníkovi. V letech 1911–1931 byla přes Pillerseetal vybudována silnice (vyasfaltovaná v roce 1961), která zvýšila dostupnost údolí a vedla k hospodářskému růstu. V roce 1969 byl na místní hoře Buchensteinwand otevřen lyžařský areál.

## Znak
Blason: V modrém štítě zlatý kříž do krajů svatého Ulricha.
Obecní znak, udělený Tyrolskou zemskou vládou 23. listopadu 1976, odkazuje na církevního patrona a jmenovce obce s křížem svatého Ulricha. Modré pozadí může znázorňovat modrou hladinu jezera.